# فونستورف
فونستورف (بالألمانية: Wunstorf) هي بلدة ألمانية تقع في Hanover region في ألمانيا. يقدر عدد سكانها بـ 41,884 نسمة .

## المدن التوأمة
مدينة Flers هي مدينة توأمة لفونستورف.

## أعلام
- جوست شميت
- هانس هاينز